# Dawesflat
De Dawesflat is een 62 meter hoge woontoren in de Nederlandse stad Rotterdam, in de wijk Ommoord. De woontoren ligt aan de Heemtuin van Ommoord. De Dawesflat was na zijn voltooiing 20 verdiepingen hoog. De flat is ontworpen door architect J.Nust die zijn ontwerp van de Dawesflat ook gebruikte voor andere torenflats in Ommoord.
In de flat bevindt zich een locatie van de stichting Pameijer waar verschillende cliënten begeleid wonen.